# Malik Bendjelloul
Malik Bendjelloul, född 14 september 1977 i Ystads församling, Malmöhus län, död 13 maj 2014 i Västermalms församling, Stockholm, var en svensk dokumentärfilmare, journalist och tidigare barnskådespelare. Bendjelloul blev 2013 Oscarbelönad för sin dokumentärfilm Searching for Sugar Man (2012) om den amerikanske musikern Sixto Rodriguez.

## Biografi
Malik Bendjelloul föddes 1977 och var son till läkaren Hacène Bendjelloul, född i Franska Algeriet, och konstnären och översättaren Veronica Schildt Bendjelloul, tillhörande släkten Schildt. Han var bror till journalisten Johar Bendjelloul samt systerson till Peter Schildt och Johan Schildt. Han växte upp i Ängelholm i Skåne.
Bendjelloul gjorde sig känd som barnskådespelare i rollen som Philip i TV-serien Ebba och Didrik från 1990 i regi av hans morbror Peter Schildt.
Efter gymnasiet studerade Bendjelloul journalistik och medieproduktion vid Högskolan i Kalmar. Därefter arbetade han som delvis frilansande journalist i Stockholm, bland annat för SVT:s kulturprogram Kobra och produktionsbolaget Barracuda Film & TV. Efter det arbetade Bendjelloul under fyra års tid med dokumentärfilmen Searching for Sugar Man. Vid tidpunkten för sin död arbetade Bendjelloul med ett filmprojekt baserat på Lawrence Anthonys bok The Elephant Whisperer från 2009.
Bendjelloul tog sitt liv 2014 efter en tids depression. Han är begravd på Skogskyrkogården i Stockholm.

### Searching for Sugar Man
Bendjellouls debut som filmregissör kom med dokumentärfilmen Searching for Sugar Man som han arbetade med under fyra år och producerade tillsammans med Simon Chinn. Filmen handlar om den amerikanske musikern Sixto Rodriguez. Rodriguez sågs på 1970-talet som en ny blivande musikstjärna och fick bland annat uppmärksamhet för låten "Sugar Man" men föll sedan i glömska. Några år senare blev han musikaliskt populär i Sydafrika.
Filmen var 2012 öppningsfilm i dokumentärdelen av filmfestivalen Sundance och vann två stora priser där: Juryns internationella specialpris för bästa dokumentärfilm och Internationella publikpriset. Searching for Sugar Man belönades med Guldbaggen för Bästa dokumentärfilm på Guldbaggegalan 2013.
Vid Oscarsgalan 2013 vann filmen en Oscar i kategorin Bästa dokumentär, vilket blev första gången sedan Fanny och Alexander 1984 som en svensk film vann en Oscar.

### Stiftelsen Malik Bendjellouls minne
Den 14 september 2015, på Malik Bendjellouls födelsedag, instiftade hans bror Johar Bendjelloul en filmfond, Stiftelsen Malik Bendjellouls minne, med syfte att premiera projekt i Malik Bendjellouls anda av kreativitet, det goda berättandet och gör-det-själv-anda. Den operativa delen kommer journalisten och dokumentärfilmaren Malcolm Dixelius att stå för och juryn kommer att bestå av en rad namnkunniga personer inom film- och mediavärlden. Fonden kommer delvis att finansieras med så kallad gräsrotsfinansiering, vilket innebär att alla som bidrar med pengar också får rösträtt när man utser en stipendiat.
. Från 2016 delade stiftelsen ut stipendier på 10 000 € till filmare som arbetar i Maliks anda. 2016 gick Malikstipendiet till Jacob Frössén för hans film “The heart is a drum” och Anastasia Kirillova för “Bar answers”. 2017 tilldelades stipendiet Ellen Fiske & Ellinor Hallin för filmen “Scheme Birds”. 2018 vann Tomas Stark och Erik Lavesson med “The Standard Man”. 2019 segrade Gorki Glaser-Müller med filmen “Children of the enemy”. 2020 delades Malikstipendiet ut för sista gången, till tre filmare: Clara Tägtström för “Slab City”, Charly Wai Feldman för “I am Sarah” och Raisa Răzmeriță för "Electing Miss Santa".

## Filmografi i urval
- 1990 – Ebba och Didrik (TV-serie) (skådespelare)
- 2012 – Searching for Sugar Man (regissör)

Den 14 maj 2014 sände SVT:s redaktion för Kobra ett minnesprogram om Bendjelloul.

## Utmärkelser
Bendjelloul mottog flera tunga branschpriser för Searching for Sugar Man, däribland:
- Oscar för bästa dokumentär
- Guldbaggen för bästa dokumentärfilm
- BAFTA
- Directors Guild of America
- Producers Guild of America
- Writers Guild of America
- American Cinema Editors
- International Documentary Association
- Critic's Choice
- National Board of Review